# Министр иностранных дел Аргентины
Министр иностранных дел и культа Аргентины (исп. Ministro de Relaciones Exteriores y Culto) или Канцлер (исп. Canciller) — министерский пост в правительстве Аргентины с 1822 года, который занимается иностранными делами Аргентины. Имеет так же ещё название Канцлер, единственная должность с таким названия в Латинской Америке. Нынешний канцлер (держатель этого поста) — Херардо Вертейн.

## Список министров иностранных дел Аргентины
- Бернардино Ривадавия (5 февраля 1822 — 24 мая 1824);
- Мануэль Хосе Гарсиа (24 мая 1824 — 10 февраля 1826);
- Франсиско де ла Круз (10 февраля — 7 июля 1826);
- Мануэль Доррего (7 июля 1826 — 13 августа 1827);
- Хуан Рамон Гонсалес де Балькарсе Мартинес (13 августа 1827 — 10 июля 1828);
- Хосе Казимиро Рондо Перейра[1] (10 июля — 8 октября 1828);
- Томас Гвидо (8 октября — 3 декабря 1828);
- Хосе Мигель Диас Велес (3 декабря 1828 — 4 мая 1829);
- Сальвадор Мария дель Карриль (4 мая — 7 августа 1829);
- Томас Гвидо (7 августа 1829 — 3 марта 1830);
- Томас Мануэль де Анчорена[1] (3 марта 1830 — 3 января 1832);
- Алехандро Висенте Лопес-и-Планес (6 марта — 13 июня 1832);
- Мануэль Висенте Маса[1] (13 июня 1832 — 6 августа 1833);
- Мануэль Хосе Гарсиа (6 августа — 6 ноября 1833);
- Томас Гвидо (6 ноября 1833 — 30 апреля 1835);
- Фелипе Арана (30 апреля 1835 — 6 апреля 1852);
- Луис Хосе де ла Пенья (6 — 7 апреля 1852);
- Алехандро Висенте Лопес-и-Планес[1] (7 апреля — 22 июня 1852);
- Луис Хосе де ла Пенья (22 июня 1852 — 3 февраля 1853);
- Хосе Мигель Галан[1] (3 — 26 февраля 1853);
- Луис Хосе де ла Пенья (26 февраля — 29 августа 1853);
- Хосе Факундо де Зувириа (29 августа 1853 — 7 марта 1854);
- Хуан Мария Гутьеррес (7 марта 1854 — 1 августа 1856);
- Бернабе Лопес[1] (1 августа 1856 — 30 сентября 1858);
- Луис Хосе де ла Пенья (30 сентября 1858);
- Хуан Франсиско Сегуй[1] (30 сентября 1858 — 1 марта 1859);
- Луис Хосе де ла Пенья (1 марта — 2 апреля 1859);
- Педро Лукас Фунес[1] (2 апреля — 18 апреля 1859);
- Сантьяго Дерки[1] (18 апреля — 9 мая 1859);
- Элиас Бедойя[1] (9 мая — 22 июня 1859);
- Балдомеро Гарсия[1] (3 августа — 7 ноября 1859);
- Луис Хосе де ла Пенья (7 ноября 1859 — 5 марта 1860);
- Эмилио Марсело де Альвеар (5 марта — 8 декабря 1860);
- Франсиско Пико (14 декабря 1860 — 4 февраля 1861);
- Никанор Молинас[1] (6 февраля — 3 июня 1861);
- Хосе Северо де Олмас[1] (3 июня — 6 августа 1861);
- Никанор Молинас (6 августа — 12 декабря 1861);
- Эдуардо Коста (12 апреля — 13 октября 1862);
- Руфино Хасинто де Элизальде (15 октября 1862 — 6 сентября 1867);
- Марселино Угарте (6 сентября 1867 — 25 января 1868);
- Руфино Хасинто де Элизальде (25 января — 12 октября 1868);
- Мариано Адриан Варела (12 октября 1868 — 17 августа 1870);
- Карлос Техедор (17 августа 1870 — 12 октября 1874);
- Феликс Фриас (12 октября 1874);
- Педро Антонио Пардо[1] (12 октября 1874 — 2 августа 1875);
- Бернардо де Иригойен (2 августа 1875 — 2 октября 1877);
- Руфино Хасинто де Элизальде (2 октября 1877 — 8 мая 1878);
- Мануэль Аугусто Монтес де Ока (8 мая 1878 — 6 сентября 1879);
- Доминго Фаустино Сармьенто[1] (6 — 8 октября 1879);
- Лукас Гонсалес (9 октября 1879 — 7 июня 1880);
- Бенджамин Зоррилья[1] (7 июня — 12 октября 1880);
- Бернардо де Иригойен (12 октября 1880 — 11 февраля 1882);
- Викторино де ла Пласа (11 февраля 1882 — 25 октября 1883);
- Франсиско Ортис (25 октября 1883 — 12 октября 1886);
- Норберто Кирно Коста (12 октября 1886 — 14 февраля 1889);
- Мариано Пельиса (14 — 25 февраля 1889);
- Норберто Кирно Коста (25 февраля — 10 сентября 1889);
- Эстанислао Северо Себальос (10 сентября 1889 — 4 апреля 1890);
- Амансио Алькорта[1] (18 апреля — 30 июня 1890);
- Роке Саэнс Пенья (30 июня — 4 августа 1890);
- Эдуардо Коста (6 августа 1890 — 21 октября 1891);
- Эстанислао Северо Себальос (22 октября 1891 — 12 октября 1892);
- Томас Северино де Анчорена (12 октября 1892 — 7 июня 1893);
- Мигель Кане (7 — 27 июня 1893);
- Норберто Кирно Коста (27 июня — 5 июля 1893);
- Валентин Вирасоро (5 июля — 16 декабря 1893);
- Эдуардо Коста (16 декабря 1893 — 10 января 1895);
- Амансио Алькорта (10 января 1895 — 7 декабря 1899);
- Фелипе Йофре[1] (7 декабря 1899 — 5 апреля 1900);
- Амансио Алькорта (5 апреля 1900 — 9 мая 1902);
- Хоакин Виктор Гонсалес[1] (9 мая — 11 августа 1902);
- Луис Мария Драго (11 августа 1902 — 18 июля 1903);
- Хоакин Виктор Гонсалес (20 июля — 9 сентября 1903);
- Хосе Антонио Терри (9 сентября 1903 — 12 октября 1904);
- Карлос Родригес Ларрета (12 октября 1904 — 15 марта 1906);
- Мануэль Аугусто Монтес де Ока (15 марта — 21 ноября 1906);
- Эстанислао Северо Себальос (21 ноября 1906 — 22 июня 1908);
- Викторино де ла Пласа (22 июня — 9 августа 1910);
- Карлос Родригес Ларрета (9 августа — 12 октября 1910);
- Эпифанио Портела[1] (12 октября — 17 декабря 1910);
- Эрнесто Маурисио Бош (17 декабря 1910 — 16 февраля 1914);
- Хосе Луис Муратуре (16 февраля 1914 — 12 октября 1916);
- Карлос Альфредо Беку (12 октября 1916 — 2 февраля 1917);
- Онорио Пуэйрредон (2 февраля 1917 — 8 октября 1920);
- Пабло Торельо[1] (8 октября 1920 — 15 февраля 1921);
- Онорио Пуэйрредон (15 февраля 1921 — 12 октября 1922);
- Томас Ле Бретон[1] (12 октября — 26 декабря 1922);
- Анхель Гальярдо (27 декабря 1922 — 5 января 1924);
- Томас Ле Бретон (5 — 25 января 1924);
- Анхель Гальярдо (25 января 1924 — 4 января 1927);
- Антонио Сагарна[1] (4 — 31 января 1927);
- Анхель Гальярдо (31 января — 12 сентября 1927);
- Антонио Сагарна[1] (12 сентября 1927 — 10 февраля 1928);
- Анхель Гальярдо (10 февраля — 12 октября 1928);
- Орасио Бернардо Ойанарте (12 октября 1928 — 6 сентября 1930);
- Эрнесто Маурисио Бош (7 сентября 1930 — 9 октября 1931);
- Адольфо Биой Домекк (9 октября 1931 — 9 февраля 1932);
- Карлос Сааведра Ламас (20 февраля 1932 — 1 октября 1933);
- Леопольдо Мело[1] (1 — 21 октября 1933);
- Карлос Сааведра Ламас (21 октября — 1 декабря 1933);
- Леопольдо Мело[1] (10 декабря — 28 декабря 1933);
- Карлос Сааведра Ламас (28 декабря 1933 — 28 августа 1936);
- Рамон Антонио Кастильо[1] (28 августа — 18 ноября 1936);
- Карлос Сааведра Ламас (18 ноября 1936 — 20 февраля 1938);
- Мануэль Рамон Альварадо[1] (20 февраля — 20 апреля 1938);
- Хосе Мария Кантило (20 апреля — 29 апреля 1938);
- Мануэль Рамон Альварадо[1] (29 апреля — 7 мая 1938);
- Хосе Мария Кантило (7 мая — 29 ноября 1938);
- Мануэль Рамон Альварадо[1] (29 ноября — 24 декабря 1938);
- Хосе Мария Кантило (24 декабря 1938 — 2 сентября 1940);
- Хулио Рока (2 сентября 1940 — 28 января 1941);
- Гильермо Роте[1] (28 января — 13 июня 1941);
- Энрике Руис Гуинасу (13 июня 1941 — 4 июня 1943);
- Сегундо Роса Сторни (7 июня — 9 сентября 1943);
- Альберто Гилберт (10 сентября 1943 — 15 февраля 1944);
- Бенито Суейро[1] (16 — 26 февраля 1944);
- Диего Исидро Мейсон[1] (26 февраля — 2 мая 1944);
- Орландо Лоренцо Пелуффо (2 мая 1944 — 15 января 1945);
- Сесар Амегино (18 января — 9 августа 1945);
- Амаро Авалос[1] (9 — 21 августа 1945);
- Сесар Амегино (21 — 27 августа 1945);
- Хуан Исаак Кук (29 августа — 12 сентября 1945);
- Хуан Ортенсио Кихано[1] (13 — 18 сентября 1945);
- Хуан Исаак Кук (18 сентября — 14 октября 1945);
- Эктор Верненго Лима[1] (14 — 17 октября 1945);
- Хуан Исаак Кук (18 октября 1945 — 4 июня 1946);
- Хуан Атилио Брамулья (4 июня 1946 — 26 февраля 1947);
- Фидель Лоренсо Анадон[1] (26 февраля — 6 марта 1947);
- Хуан Атилио Брамулья (6 марта — 7 августа 1947);
- Фидель Лоренсо Анадон[1] (9 августа — 9 сентября 1947);
- Хуан Атилио Брамулья (9 сентября — 9 октября 1947);
- Фидель Лоренсо Анадон[1] (9 — 20 октября 1947);
- Хуан Атилио Брамулья (20 октября 1947 — 22 марта 1948);
- Фидель Лоренсо Анадон[1] (22 марта — 7 мая 1948);
- Хуан Атилио Брамулья (7 мая 1948 — 13 августа 1949);
- Иполито Хесус Пас (13 августа 1949 — 28 июня 1951);
- Херонимо Реморино (28 июня 1951 — 25 августа 1955);
- Ильдефонсо Каванья Мартинес (25 августа — 22 сентября 1955);
- Марио Октавио Амадео (22 сентября — 14 ноября 1955);
- Луис Подеста Коста (14 ноября 1955 — 25 января 1957);
- Альфонсо де Лаферрере (30 января 1957 — 13 января 1958);
- Теодоро Артунг[1] (13 января — 29 января 1958);
- Алехандро Себальос (29 января — 30 апреля 1958);
- Карлос Альберто Флорит (10 мая 1958 — 15 мая 1959);
- Альфредо Роке Витоло[1] (15 — 22 мая 1959);
- Диогенес Табоада (22 мая 1959 — 27 апреля 1961);
- Адольфо Мугика (28 апреля — 29 августа 1961);
- Альфредо Витоло[1] (29 августа — 12 сентября 1961);
- Мигель Анхель Каркано (12 сентября 1961 — 25 марта 1962);
- Роберто Эчепареборда (26 марта — 5 апреля 1962);
- Мариано Хосе Драго (5 — 30 апреля 1962);
- Бонифасио дель Карриль (30 апреля — 5 октября 1962);
- Карлос Мануэль Муньис (5 октября 1962 — 14 мая 1963);
- Тибурсио Падилья[1] (15 — 23 мая 1963);
- Хуан Карлос Кордини (23 мая — 12 октября 1963);
- Мигель Анхель Савала Ортис (12 октября 1963 — 28 июня 1966);
- Никанор Коста Мендес (4 июля 1966 — 16 июня 1969);
- Хуан Бенедикто Мартин (16 июня 1969 — 18 июня 1970);
- Луис Мария де Пабло Пардо (18 июня 1970 — 22 июня 1972);
- Эдуардо Франсиско Маклафлин (22 июня 1972 — 25 мая 1973);
- Хуан Карлос Пуиг (25 мая — 13 июля 1973);
- Альберто Хуан Винес (13 июля 1973 — 11 августа 1975);
- Анхель Федерико Робледо (11 августа 1975 — 16 сентября 1975);
- Мануэль Гильермо Кастекс (2 октября 1975 — 15 января 1976);
- Педро Хосе Арриги[1] (15 — 19 января 1976);
- Рауль Альберто Кихано (19 января — 24 марта 1976);
- Антонио Ваньек[1] (24 — 30 марта 1976);
- Сесар Аугусто Гуццетти (30 марта 1976 — 23 мая 1977);
- Оскар Антонио Монтес (23 мая 1977 — 27 октября 1978);
- Хосе Мария Кликс (27 октября — 30 октября 1978);
- Альбано Аргиндегуй (30 октября — 3 ноября 1978);
- Карлос Вашингтон Пастор (3 ноября 1978 — 29 марта 1981);
- Оскар Эктор Камильон (29 марта — 11 декабря 1981);
- Норберто Мануэль Коуто[1] (11 декабря — 22 декабря 1981);
- Никанор Коста Мендес (22 декабря 1981 — 30 июня 1982);
- Хуан Рамон Агирре Ланари (2 июля 1982 — 10 декабря 1983);
- Данте Капуто (10 декабря 1983 — 26 мая 1989);
- Сусанна Руис Серутти (26 мая — 8 июля 1989);
- Доминго Фелипе Кавальо (8 июля 1989 — 31 января 1991);
- Гидо Ди Телья (31 января 1991 — 10 декабря 1999);
- Адальберто Джаварини (10 декабря 1999 — 23 декабря 2001);
- Хосе Мария Вернет (23 декабря 2001 — 3 января 2002);
- Карлос Рукауф (3 января 2002 — 25 мая 2003);
- Рафаэль Антонио Бьелса (25 мая 2003 — 30 ноября 2005);
- Хорхе Энрике Тайана (1 декабря 2005 — 18 июня 2010);
- Эктор Тимерман (22 июня 2010 — 10 декабря 2015);
- Сусана Малькорра (10 декабря 2015 — 12 июня 2017);
- Хорхе Фори (12 июня 2017 — 10 декабря 2019);
- Фелипе Сола (10 декабря 2019 — 18 сентября 2021)[2];
- Сантьяго Кафьеро (20 сентября 2021 — 10 декабря 2023)[3];
- Диана Мондино (10 декабря 2023 — 30 октября 2024)[4];
- Херардо Вертейн (с 30 октября 2024)[5].